# Frank Beard
Frank Lee Beard, född 11 juni 1949 i Frankston i Texas, är en amerikansk musiker som spelar trummor i rockbandet ZZ Top.
Beard var i början av bandets karriär känd under smeknamnet Rube Beard och detta namn användes på debutalbumet ZZ Top's First Album. Redan på det andra albumet Rio Grande Mud hade han dock bytt till sitt riktiga namn.